# Бізунеш Деба
Це — ім'я особи з Ефіопії; тут «Бізунеш» — особисте ім'я, а «Деба» — по батькові, а не прізвище.
Бізунеш Деба — ефіопська легкоатлетка, яка спеціалізується в бігу на довгі дистанції. Учасниця чемпіонату світу з кросу 2003 року на якому зайняла 33-е місце. Дворазова переможниця пробігу UAE Healthy Kidney 10K. З 2009 року періодично виграє або є серед лідерів багатьох міжнародних марафонів.

## Досягнення
- 2011:  Срібло Нью-Йоркський марафон — 2:23.19
- 2011:  Золото Лос-Анджелеський марафон — 2:26.34
- 2011:  Золото Марафон Сан-Дієго — 2:23.31
- 2011:  Бронза Beach to Beacon 10K
- 2013:  Срібло Г'юстонський марафон — 2:24.26
- 2013:  Срібло Нью-Йоркський марафон — 2:25.56
- 2014:  Срібло Бостонський марафон — 2:19.59
- 2015:  Бронза Бостонський марафон — 2:25:09